# 지수이
지수이(제수, 济水, 표준어: 지수이강)는 중국 허난성 지위안 시 서북쪽에서 발원한다. 지위안 시의 명칭은 여기에서 유래된 것이다. 다칭허(大清河)로도 불린다. 지수이는 예전에는 다른 대하천과 만나지 않고 바다에 흐르고 있어 강수(장강), 하수(황하), 회수(화이허)와 함께 "화하 4독"(華夏四瀆)으로 불렸다. 황하가 흐름을 바꾸었기 때문에 오늘의 황하 하류는 당시 지수이의 하도이다. 지수이의 흐름은 지위안 시를 출발해 지난시에서 황하에 합류한다.